# DDT
|  | Aquest article tracta sobre l'insecticida. Vegeu-ne altres significats a «DDT (desambiguació)». |

L'1,1,1-tricloro-2,2-bis(4-clorofenil), abans anomenat dicloro-difenil-tricloroetà, més conegut com a DDT, és un compost químic organoclorat que contenen alguns insecticides. Es va sintetitzar per primera vegada el 1874, però va ser durant la Segona Guerra Mundial que es va començar a utilitzar per controlar les poblacions d'insectes que actuen com a vectors de malalties. Més tard en va arribar l'ús agrícola i forestal. En la dècada de 1970 diversos estudis van demostrar l'efecte negatiu sobre la salut de les persones per causar disrupció endocrina així com dins de les poblacions d'animals per mor de la bioacumulació. Des del 1989, l'ús n'és molt restringit a Europa.

## Efectes
El DDT és un compost liposoluble i per això s'acumula en els teixits grassos; a més, és persistent, ja que triga generacions a desaparèixer i a sobre es transmet en la cadena tròfica. El llibre Primavera silenciosa de Rachel Carson, editat el 1962, va iniciar una polèmica perquè denunciava els problemes ambientals que causava aquest pesticida i, fins i tot deia que, si se seguia utilitzant el DDT, s'acabarien extingint tots els ocells del planeta.
El DDT actua com un imitador de l'estrogen i pot provocar alteracions al sistema hormonal i desencadenar malalties relacionades amb el sistema reproductor i sistema immunitari. També afecta el sistema nerviós perifèric, sistema nerviós central i el fetge. Està catalogat per l'Organització Mundial de la Salut (OMS) com un ingredient actiu de classe II (moderadament perillós). Segons l'Agència Internacional de Recerca sobre el Càncer (IARC) i l'Agència de Protecció Ambiental dels Estats Units (EPA) es tracta d'un probable agent carcinogènic.

## Ús del DDT
Actualment, el DDT encara intervé en la fabricació d'un insecticida que es diu dicofol. També està permès en el «control de vectors» per combatre la malària. D'acord amb el Conveni d'Estocolm sobre contaminants orgànics persistents, que havia de ser efectiva el 2004, l'ús de DDT s'havia de reduir i en darrer terme ser eliminat. Tot i així, el 2006 l'OMS el considerava un bon agent de control per aquelles regions on la malària és endèmica.

## DDT a Espanya
Encara hi ha fàbriques que fan servir DDT com a producte intermediari per a produir dicofol, aboquen DDT a rius, i provoquen una forta contaminació del medi ambient. També hi ha indicis que, en menors quantitats, entra DDT il·legalment. Un estudi dut a terme en anguiles que viuen en diversos ecosistemes mediterranis de zones humides (Parc Natural de s'Albufera des Grau, Reserva Natural de s'Albufereta, Parc Natural El Fondo–Salines de Santa Pola i el Parc Natural de l'Albufera de València) considerats en bon estat va detectar la presència de plaguicides organoclorats, entre els quals el DDT, en el teixit muscular de les anguiles.